# Cantone di Rémalard
Il Cantone di Rémalard era una divisione amministrativa dell'arrondissement di Mortagne-au-Perche.
È stato soppresso a seguito della riforma complessiva dei cantoni del 2014, che è entrata in vigore con le elezioni dipartimentali del 2015.
Comprendeva i comuni di:
- Bellou-sur-Huisne
- Boissy-Maugis
- Bretoncelles
- Condeau
- Condé-sur-Huisne
- Coulonges-les-Sablons
- Dorceau
- La Madeleine-Bouvet
- Maison-Maugis
- Moutiers-au-Perche
- Rémalard
- Saint-Germain-des-Grois